# 東武バスセントラル西新井営業所
東武バスセントラル西新井営業所（とうぶバスセントラルにしあらいえいぎょうしょ）は、東京都足立区の大師前駅構内にある東武バスセントラルの営業所。組織上足立営業事務所の傘下である。所属車両のナンバーは足立ナンバー。
管轄路線全線でPASMOが利用可能である。
かつては一部の西新井駅西口始終着系統も担当していた。これは、当営業所の敷地が手狭なために足立営業事務所（竹の塚車庫）に全面的に移管されたが、現在でも時間調整目的などで西新井駅から一時的に回送入庫する車両がある。

## 最寄停留所
- 西新井車庫および西新井大師

北千住駅行き乗り場は構内西側大師参道寄り出庫口に、降車所は東側七曲街道沿い入庫口にある。主に当停留所始終着の系統は「西新井大師」、入庫口側を経由するその他の系統（足立営業事務所担当）は「西新井車庫」と称しているが、路線図等では「西新井車庫」として一括して表記されることがある。同一箇所に国際興業バスの「西新井車庫(東武バス)」停留所が併設されている。
このほか、敷地南側の環七通り上にも「西新井大師」停留所が存在しており、足立営業事務所担当の西01系統、葛飾営業所担当の王30系統、並びに都営バス、国際興業バスの各系統が経由している。

## 沿革
- 1967年12月 - （旧）西新井営業所が足立営業所となり東京都足立区伊興本町二丁目に移転、その移転前の場所に足立営業所西新井出張所として発足
- 2002年4月 - 機構改正により東武バスセントラル西新井営業所となる。

## 輸送人数
- 9,399人（2005年度、1日平均）[2]

## 現行路線

### スカイツリーシャトル 上野 - 浅草線(ST01・ST02)

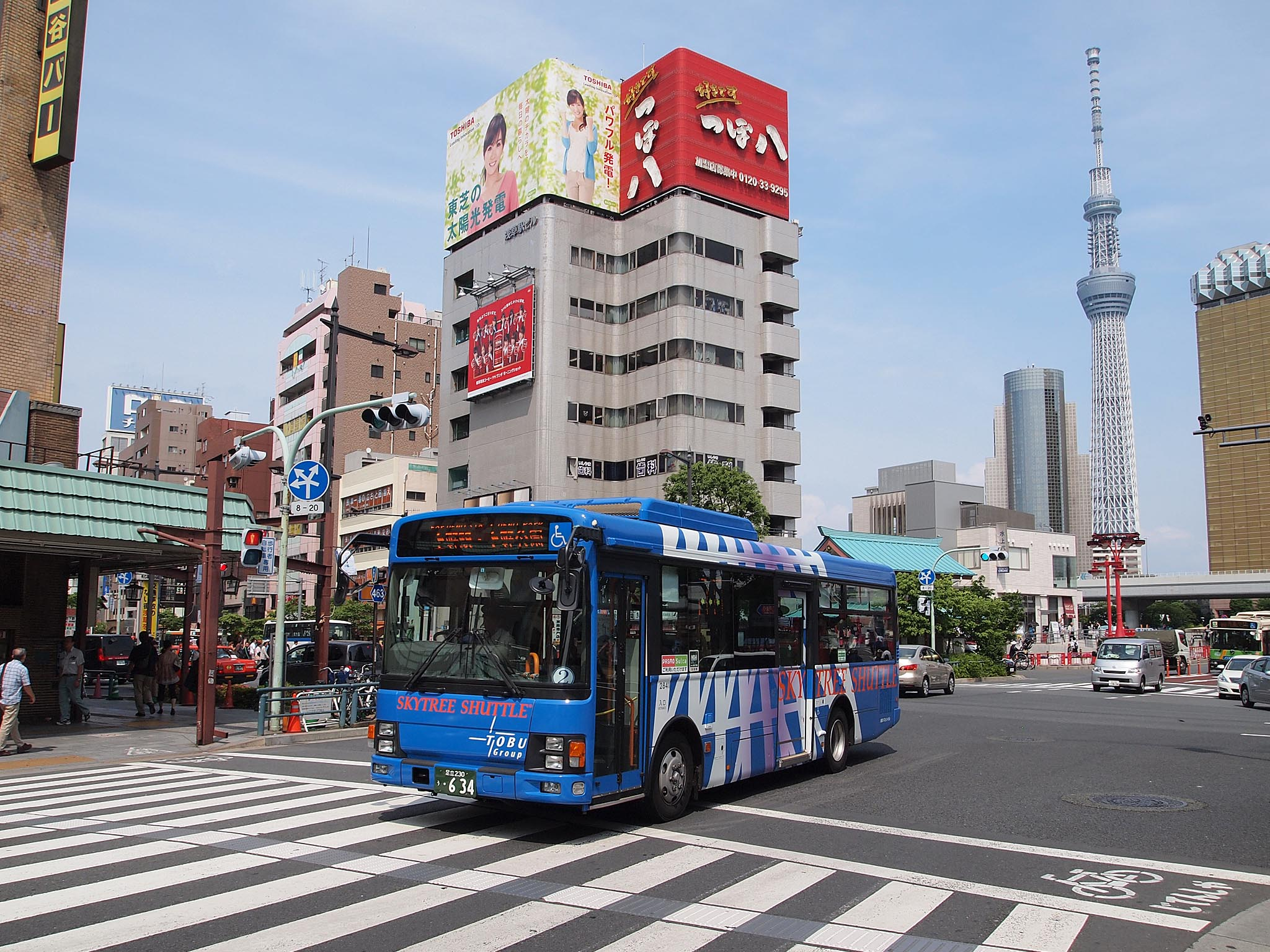
スカイツリーシャトル（東武浅草駅付近にて）

- 空01(ST01)：東京スカイツリータウン→吾妻橋→浅草雷門→浅草六区（TX浅草駅）→浅草ビューホテル→かっぱ橋道具街入口→JR上野駅公園口（平日運休）
- 空02(ST02)：JR上野駅公園口→浅草六区（TX浅草駅）→浅草ビューホテル→浅草ひさご通り・花やしき→浅草寺・観音寺裏→東京スカイツリータウン（平日運休）
  - 2011年（平成23年）9月10日：開設。当初は土曜・休日のみの運行で、業平橋駅（現・とうきょうスカイツリー駅）の西側に「東京スカイツリー前」停留所を設けていた。
  - 2012年（平成24年）5月22日：東京スカイツリーの開業に伴い、東京スカイツリータウンへ乗り入れるよう経路変更し、毎日運行、25便から52便へ増発[3]。
  - 2020年（令和2年）3月20日：上野駅公園口整備工事完了に伴い、経路変更。JR上野駅公園口折り返しとなる。この際、「空01」「空02」の系統番号が付与され、「ST」の系統ナンバリングも付与される。
  - 2021年（令和3年）10月1日：1停留所新設（かっぱ橋道具街入口）、3停留所改称[4]。
  - 2023年（令和5年）1月10日：同日のダイヤ改正より平日全便運休となり、再び土曜・休日のみの運行となる[5]。
  - 2025年（令和7年）1月31日：2月16日までの金・土・日曜日にナイトシャトルの実証運行を実施[6]。

東京スカイツリーと上野、浅草周辺を結ぶ観光路線である。運賃などは他の一般路線バスと同様の形態となっている。また、東武トップツアーズ浅草駅支店・浅草ビューホテルでスカイツリーシャトル専用一日乗車券を発売している。
「観光路線バス」という観点から、始発が遅く、終発が早いダイヤ設定となっている。運行ダイヤについては、運行開始当初は東京スカイツリータウン発で始発10:00、終発18:00、1時間に3回運行されていたが、スカイツリーの開業に合わせたダイヤ改正で始発8:30、終発21:30と運行時間が拡大された。15分おきに運行され、各便の始点から終点までの標準運行時間は50分間に設定されている。

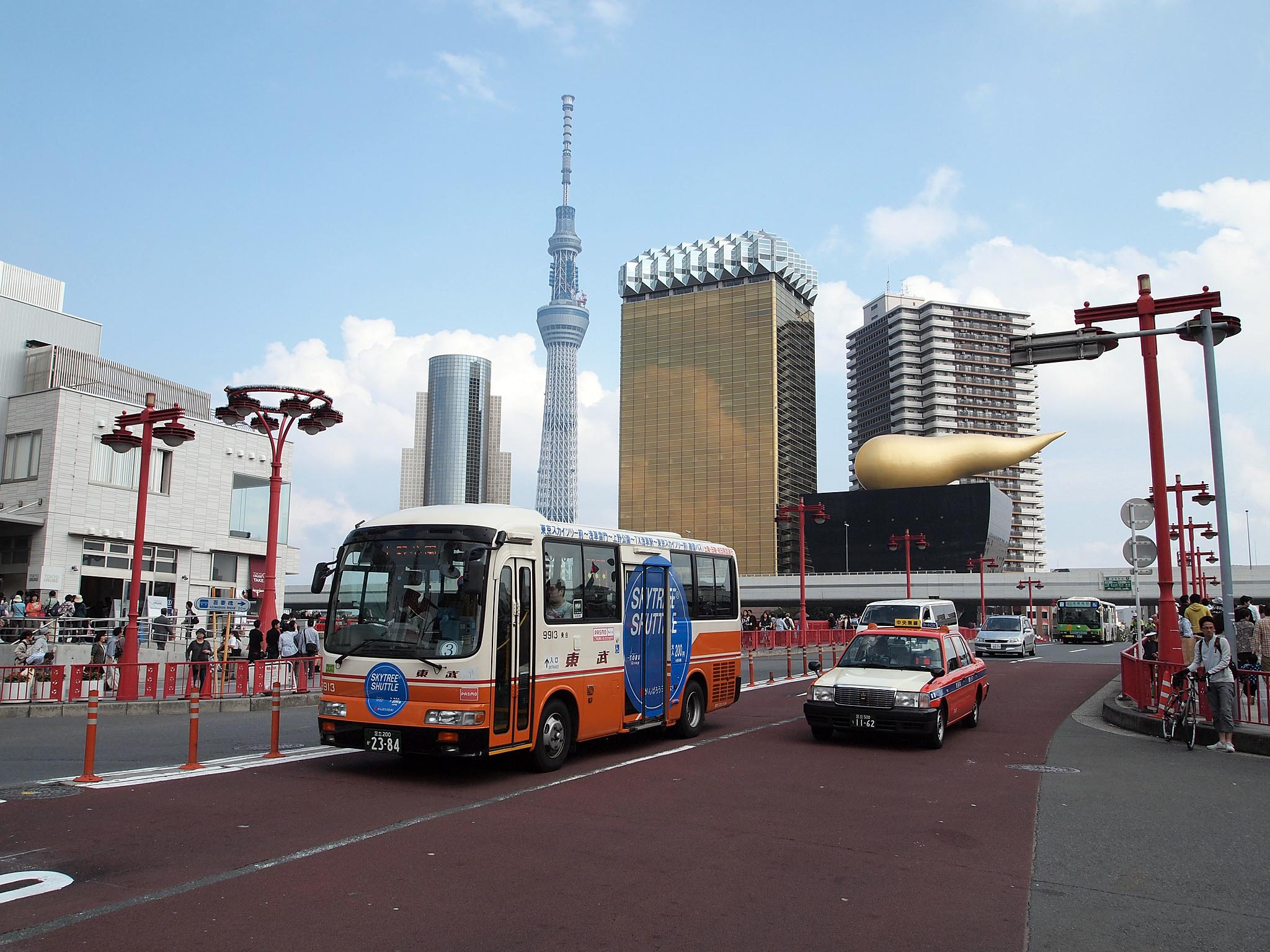
開設当初のスカイツリーシャトル（東武浅草駅付近にて）
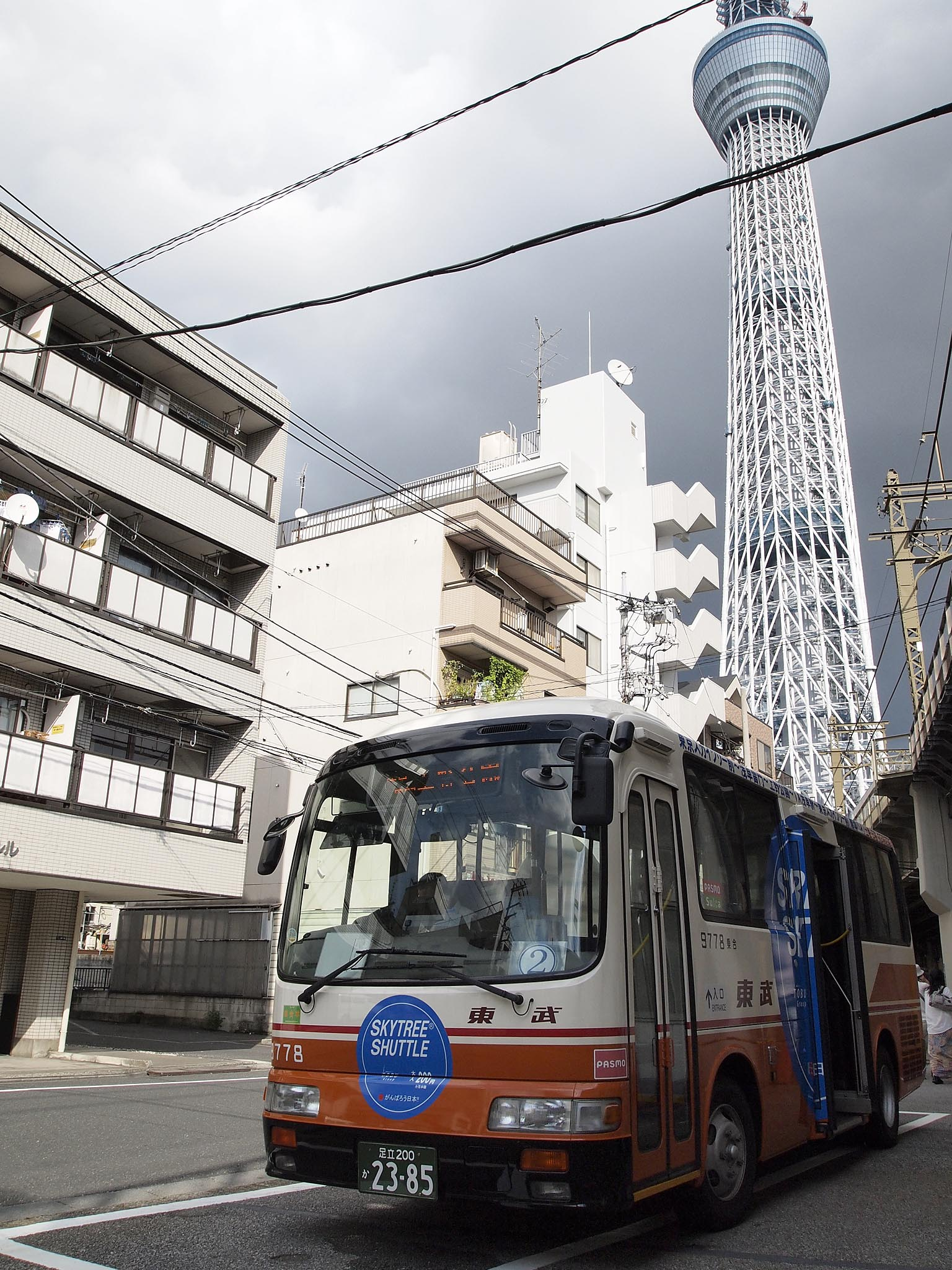
暫定運行時のスカイツリー前停留所にて
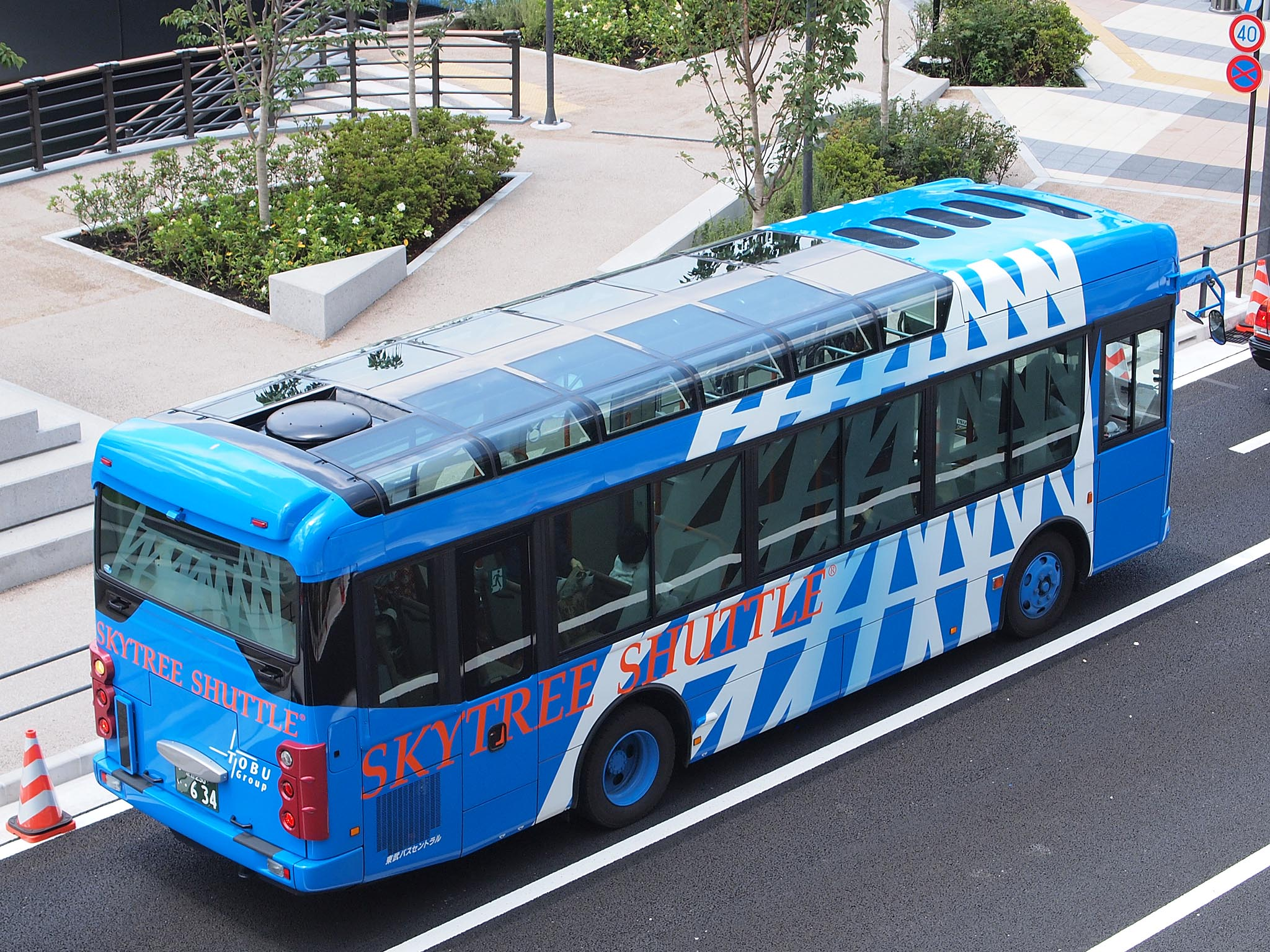
本格運行時に導入した車両のうち2台はガラスルーフを装備（後年1台追加）
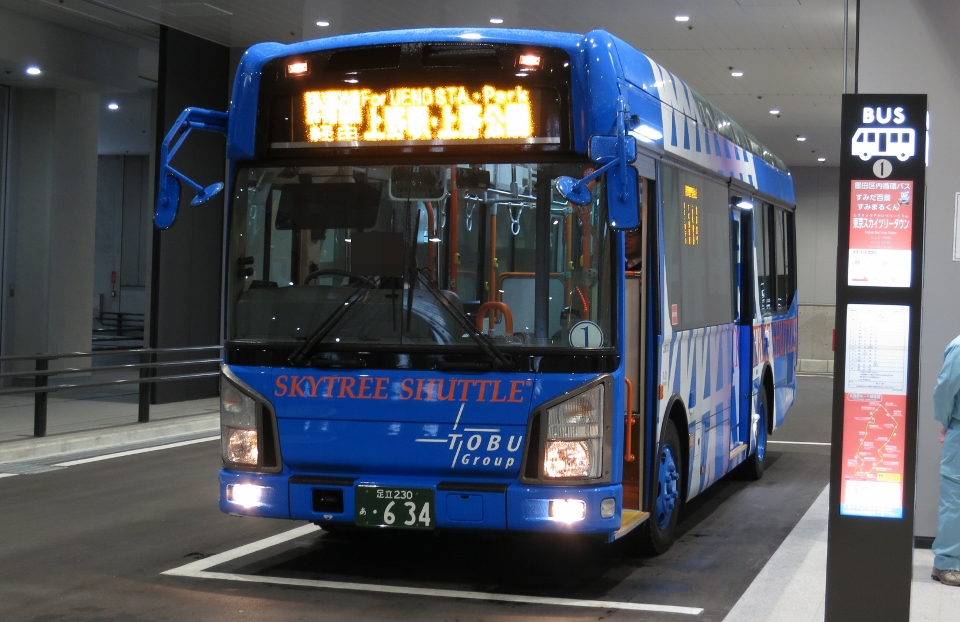
スカイツリータウン停留所にて

### 本木新道線
- 北01：北千住駅 - 千住桜木 - 本木新道 - 西新井大師（西新井大師行は深夜バスを運行）
  - 2008年3月30日：「竜田町」停留所を「千住竜田町」に「桜木町」停留所を「千住桜木」に改称。

当営業所の主力路線であり、ほぼ終日毎時6本以上の高頻度運行となっている。北千住駅から千住桜木までは後述の「100号線経由」と同じ経路をとり、単独区間となる西新井橋の北詰から終点まで本木新道と呼ばれる旧道を走る。本木新道の沿線は古くからの既成市街地で区画整理も遅れており、急カーブが多く、対向車とすれ違いが困難な箇所も点在するが、需要の高さから大型車両が運用されている。

70年代までは北千住より先の千住大橋、吉原大門を経由し浅草駅まで運行していた便（浅02）も存在した。

### 西新井線・100号大師線
- 北02：北千住駅-千住桜木-本木二丁目-（西新井駅西口非経由）- 西新井大師（北千住駅方面は平日・土曜早朝のみ、西新井大師方面は土曜・休日の夜間と正月のみ運行）
- 北03：北千住駅 - 千住桜木 - 本木二丁目 - 西新井駅西口 - 西新井大師
- 北04：北千住駅 - 千住桜木 - 本木二丁目 - 西新井駅西口
  - 2006年4月11日：北02のうち、平日早朝以外の便を西新井駅に立ち寄る北03に変更。
  - 2008年3月30日：「竜田町」停留所を「千住竜田町」に「桜木町」停留所を「千住桜木」に改称。
  - 2010年10月1日
    - 北02系統の西新井大師方面の定期運行を廃止、正月のみの運行となる。
    - 西新井駅折り返しとなる北04系統を新設し、同時に北03の北千住駅方面の経路を変更。

  - 2021年2月22日：北02系統の西新井大師方面(西新井駅西口非経由便)の定期運行が土曜・休日の21時台で復帰。

前述の本木新道経由に対して、その400 - 500メートル東側を並行するバイパス道路である尾竹橋通り（東京都市計画道路補助線街路第100号線）を走る路線であり、案内上も「100号線経由」と称する。本木新道経由と似通った経路であるため本数はやや少なく、20 - 40分間隔程度の運行である。近年西新井駅西口周辺の道路整備に伴い尾竹橋通りから往復する形で西新井駅前への乗り入れを開始した。

### 江北線
- 北05：北千住駅 - 千住桜木 - 扇大橋駅 - 江北駅 - 東京女子医大足立医療センター
  - 2008年（平成20年）3月30日：日暮里・舎人ライナー開業と同時に開設。
  - 2022年（令和4年）1月4日：江北駅から東京女子医科大学附属足立医療センターまで路線延伸[7]

原則中型車の運行となる。2008年9月1日に開業以来、初の減便ダイヤ改正を行った。2011年4月11日に更なる減便、始バスの繰り下げ、終バスの繰り上げのダイヤ改正を行った。

### 足立区役所 - 西新井駅東口 - 鹿浜都市農業公園線（はるかぜ4号 区役所・鹿浜線）
- 西05：足立区役所 - 梅島駅 - 西新井駅東口 - 第二団地 - 西新井中学校 - 鹿浜都市農業公園（平日：昼 - 夕方、土曜・休日：昼間のみ運行）
- 西06：西新井駅東口 - 第二団地 - 西新井中学校 - 鹿浜都市農業公園（平日：朝、夕 - 夜間運行、土曜・休日：終日運行）
  - 2022年（令和4年）8月1日 - 足立営業事務所より移管。[8]

西07系統の運行本数が激減した以降、西新井駅から鹿浜都市農業公園へのアクセスを担っている。

### 臨時路線
- 帝科06：北千住駅 - 千住桜木（直行）

帝京科学大学千住キャンパスでオープンキャンパスが行われる時のみに運行される臨時路線。他営業所からの運行もある。

## 廃止・移管・運休路線

### 竹の塚駅 - 西新井駅東口線
- 竹51：竹の塚駅東口 - 中島根 - 西新井駅東口
- 竹52：竹の塚駅東口 - 中島根（←小右衛門町、梅島二丁目→）足立区役所（平日2本のみ）
  - 2007年7月1日：路線開設[9]
  - 2012年（平成24年）4月1日 - 足立営業事務所へ移管。

### 足立区役所 - 西新井駅東口 - 鹿浜都市農業公園線（はるかぜ第4弾）
- 西05：足立区役所 - 梅島駅 - 西新井駅東口 - 第二団地 - 西新井中学校 - 鹿浜都市農業公園（平日：昼 - 夕方、土曜・休日：昼間のみ運行）
- 西06：西新井駅東口 - 第二団地 - 西新井中学校 - 鹿浜都市農業公園（平日：朝、夕 - 夜間運行、土曜・休日：終日運行）
  - 2012年（平成24年）4月1日 - 足立営業事務所へ移管。

### 王子線 深夜
- 深夜31：王子駅 - 西新井大師前 - 西新井駅西口(平日深夜のみ)
- 2017年-運休。

## 車両
北01・北03系統専用の大型車・中型ロング車と中型車・小型車が在籍している。中型車は標準色の他にスカイツリーシャトル専用車が在籍しているのが特徴で、スカイツリーシャトル専用車の登録番号（ナンバープレート）は、全車両が東京スカイツリーの高さである「・634」となっている。うち3台は岩戸工業製のボディを架装、東京スカイツリーの眺望を考慮したガラスルーフが採用されている。
また、西新井営業所に在籍する車両は2025年現在、全車がノンステップバスである。